# (2745) San Martin
(2745) San Martin (1976 SR10; 1980 XG) ist ein ungefähr fünf Kilometer großer Asteroid des inneren Hauptgürtels, der am 25. September 1976 am Felix-Aguilar-Observatorium im Nationalpark El Leoncito in der Provinz San Juan in Argentinien (IAU-Code 808) entdeckt wurde.

## Benennung
(2745) San Martin wurde nach José de San Martín (1778–1850), einem Kämpfer der Südamerikanischen Unabhängigkeitskriege, benannt. Er gilt als der „Vater von Argentinien und Befreier von Chile und Peru“.